# Equipe mista nos Jogos Olímpicos de Verão de 1900
Nos primeiros Jogos Olímpicos da era moderna era permitido que as equipes pudessem ser compostas por atletas de diferentes países. atualmente, o Comitê Olímpico Internacional agrupa os resultados dessas equipes em um grupo específico chamado Equipe Mista (código COI ZZX). Nos Jogos Olímpicos de Verão de 1900, em Paris, França diversas equipes mistas participaram, conquistando um total de 12 medalhas em 7 diferentes modalidades.

## Medalhistas
| Medalha | Integrantes | Modalidade                    |
| Ouro    | GBR Charles Bennett GBR John Rimmer GBR Sidney Robinson AUS Stanley Rowley GBR Alfred Tysoe                       | Atletismo, 5.000 m por equipe |
| Ouro    | GBR Denis St. George Daly USA Foxhall Parker Keene USA Frank Mackey GBR Alfred Rawlinson                          | Polo                          |
| Ouro    | NED François Brandt NED Hermanus Brockmann NED Roelof Klein FRA Garoto francês desconhecido                       | Remo, Dois com                |
| Ouro    | FRA Frédéric Blanchy GBR William Exshaw FRA Jacques Le Lavasseur                                                  | Vela, Classe 2-3 T (regata 1) |
| Ouro    | FRA Frédéric Blanchy GBR William Exshaw FRA Jacques Le Lavasseur                                                  | Vela, Classe 2-3 T (regata 2) |
| Ouro    | DEN Edgar Aabye SWE August Nilsson DEN Eugen Schmidt SWE Gustaf Söderström SWE Karl Staaf DEN Charles Winckler    | Cabo de guerra                |
| Prata   | USA Walter McCreery GBR Frederick Freake GBR Walter Buckmaster ESP José Comte de Madre                            | Polo                          |
| Prata   | FRA Max Décugis USA Basil Spalding de Garmendia                                                                   | Tênis, Duplas masculinas      |
| Prata   | FRA Hélène Prévost GBR Harold Mahoney                                                                             | Tênis, Duplas mistas          |
| Bronze  | GBR Frederick Agnew Gill FRA Robert Fournier-Sarlovèze FRA Edouard Alphonse de Rothschild FRA Maurice Raoul-Duval | Polo                          |
| Bronze  | USA Marion Jones GBR Lawrence Doherty                                                                             | Tênis, Duplas mistas          |
| Bronze  | BOH Hedwiga Rosenbaumová GBR Archibald Warden                                                                     | Tênis, Duplas mistas          |